# Csangam állomás
Csangam (Jangam) állomás a szöuli metró 7-es vonalának állomása, mely Idzsongbu (Uijeongbu) városában, Kjonggi (Gyeonggi) tartományban található.

## Viszonylatok
| 7-es vonal | 7-es vonal | 7-es vonal                                                          |
| ---------- | ---------- | ------------------------------------------------------------------- |
| végállomás | 7-es vonal | Tobongszan (Dobongsan) Puphjong-ku cshong (Bupyeong-gu cheong) felé |